# Bataille de la vallée du Rhône (1940)
Pour les articles homonymes, voir Bataille de la vallée du Rhône.
Pour la Libération en 1944, voir Bataille de Montélimar.
Seconde Guerre mondiale,
 Bataille de France
Batailles
- Drôle de guerre
- Évacuation des civils de la ligne Maginot
- Mobilisation
- Offensive de la Sarre
- Baie de Heligoland
- Incident de Mechelen
- Plan Jaune
- Plan Dyle
- Luxembourg
- Ében-Émael
- Hannut

- Sedan
- Dinant
- Monthermé
- Givet
- La Horgne
- Gembloux
- Flavion
- Louvain
- Charleroi

- Stonne
- Montcornet
- La Sambre
- Arras

- L'Escaut
- Amiens
- La Lys
- Massacre de Vinkt
- Boulogne-sur-Mer
- Calais
- Poche de Lille
- Massacre du Paradis
- Abbeville
- Dunkerque
- Capitulation belge

- L'Aisne
- L'Ailette
- Opération Paula
- l’Exode
- Pont-de-l'Arche
- Opération Cycle
- Opération Ariel

- Les Alpes
- Vallon du Seuil
- Bombardement de Toulon
- Opération Vado
- La Loire
- Saumur
- La vallée du Rhône
- Bombardements de Marseille
- Menton (Pont-Saint-Louis)
- Combats aériens en Suisse
- Armistice du 22 juin

La bataille de la vallée du Rhône se déroule en juin 1940, entre les armées française et allemande, parallèlement avec la défense de la Loire et la bataille des Alpes, au cours de la dernière étape de la bataille de France (Fall Rot, ce qui signifie « cas rouge » en allemand). 
Déjà attaquée par les Italiens sur l'arc alpin depuis le 10 juin, l'Armée des Alpes du général Olry doit redéployer une partie de ses troupes (Groupement Cartier) pour contrer l'invasion allemande du Sud-Est de la France qui perce jusqu'à la frontière suisse.

## Contexte historique
En mai 1940, les armées françaises engagées en Belgique dans le Nord de la France sont encerclées avec le Corps expéditionnaire britannique et l'armée belge à la suite de la percée des Allemands dans les Ardennes. Encerclés à Dunkerque, les Alliés sont évacués par la mer. Le 28 mai, la Belgique capitule, l'armée française ne possède plus que 60 divisions et 1 500 chars et peu de couvertures aériennes. 
Le 10 juin, la ligne de défense reconstituée sur la Somme et sur l’Aisne cède. La retraite de l'armée française se transforme en déroute, même si quelques unités retraitent en ordre. Devant la progression allemande vers la Seine, et la prise de Paris déclarée ville ouverte le 14 juin, le gouvernement français qui trouve refuge à Bordeaux, demande que les fleuves et rivières soient mis en défense pour bloquer la progression des armées du Reich vers le sud de la France. Le Rhône et la Loire font partie intégrante de ces obstacles.
Le 15 juin, Maxime Weygand annonce refuser toute reddition de l'armée française. 
Le 17 juin maréchal Pétain adresse un message aux armées françaises demandant de cesser les combats dans la perspective de l’armistice.
Le 18 juin, les troupes françaises en pleine débâcle se replient. Le Nord du pays et le Benelux sont désormais entièrement sous contrôle allemand à la suite de la percée de la ligne Weygand et de la perte de la bataille de l'Aisne.

## Déroulement de la bataille

### Avancée allemande sur Dijon et Lyon (15-16 juin)
Dès le 15 juin, le général Olry commandant l'Armée des Alpes a dû prélever des forces, notamment de l'artillerie pour préparer un second front, devant la menace allemande. En effet, le 17 juin, les Allemands sont à Dijon. Il crée le groupement du général Cartier, avec des unités de bric et de broc, une division coloniale qui servait de réserve d'armée, des marins, quelques chars, de l'infanterie qui se sont repliées depuis le Nord-Est. Ce groupement est équipé avec du matériel de récupération. Les 30 000 hommes qui le composent vont être chargés de tenir sur trois lignes de défense successives : le Rhône, l'Isère, la Durance. 
Les Allemands percent jusqu'à la frontière suisse. Entre les 13 et 19 juin, les Allemands franchissent le Rhin entre Schœnau et Neuf-Brisach. Guderian s'engouffre alors jusqu'à Pontarlier, atteint le 17 juin, et Belfort, le 18 juin, prenant à revers les unités restées dans la ligne Maginot.
Le 15 juin, Lyon est évacuée ; trois jours plus tard, la ville perd la moitié de sa population. Alors que les Allemands s'approchent de la région lyonnaise, le maréchal Pétain accorde le statut de ville ouverte à Lyon, pour lui éviter les combats, à la demande d'Herriot qui avait été contacté par le préfet de Lyon, Émile Bollaert, qui estimait que toute résistance serait inutile,.  Le 19 juin, la ville est occupée.

### Défense de Chasselay par les troupes françaises
Devant l'avance allemande sur les deux rives de la Saône (le pont de Neuville-sur-Saône étant notamment resté intact), les soldats français prennent position dans le village de Chasselay et établissent des défenses. Les trois routes conduisant au bourg sont pourvues de chicanes.
À Cros-de-Géorand, le 15 ou 16 juin, trois Dewoitine D.520 de l'Armée de l'Air effectuent un atterrissage forcé. 
Le 18 juin, la 4e Panzerdivision de Ewald von Kleist continue son offensive vers le sud, sur la rive ouest de la Saône. Le 19 au matin, ses premiers éléments blindés se heurtent à l'artillerie française du 405e régiment d'artillerie anti-aérienne (RDCA) dans le secteur de Chasselay. Une colonne allemande parvient néanmoins à atteindre le carrefour de Montluzin sous le feu des canons de 75 mm français. Vers 18 h, le 19, les Français battent en retraite, débordés par les fantassins ennemis. Les canons du lieutenant Pangaud sont détruits par les chars allemands. Environ cinquante morts et une vingtaine de blessés sont laissés sur le terrain, faits prisonniers.
À Cheminas le 19 juin, un Potez 63 appartenant au Groupe de reconnaissance 2/14 s'écrase en raison de mauvaises conditions météorologiques alors qu'il avait été envoyé afin d'effectuer une mission de reconnaissance sur une zone s’étendant de la vallée du Rhône au val de Loire. Les deux membres d'équipage sautent en parachute mais l'un d'entre eux s'écrase au sol. 
Dans le secteur de Tournon-sur-Rhône dans la matinée du 19 juin, un bombardier allemand Dornier Do 17 de la Luftwaffe est intercepté et sérieusement touché par une patrouille de Morane-Saulnier MS.406 du Groupe de Chasse III/I. Il parvient à s'échapper et aurait effectué un atterrissage forcé à Tournon.
Les 19-20 juin, les soldats du 25e régiment de tirailleurs sénégalais (RTS) commandés par le colonel Bouriand reçoivent l'ordre de « résister sans esprit de recul » et de défendre la route nationale 6 au nord de Lyon. Les Allemands de l’Infanterie-Regiment Großdeutschland et de la 3e Panzerdivision SS Totenkopf, déferlent sur leurs positions. Les tirailleurs sénégalais, à court de munitions, se rendent, non loin de Chasselay. Ils sont regroupés dans des champs près de la ville et sont massacrés de sang froid par les mitrailleuses et des chars allemands. Le 21 juin, quarante-huit Sénégalais sont inhumés par les habitants de Chasselay lesquels font bâtir un tata, alors qu'une quinzaine de blessés sont recueillis et pansés.

## Conséquences et défenses de Grenoble-Chambéry

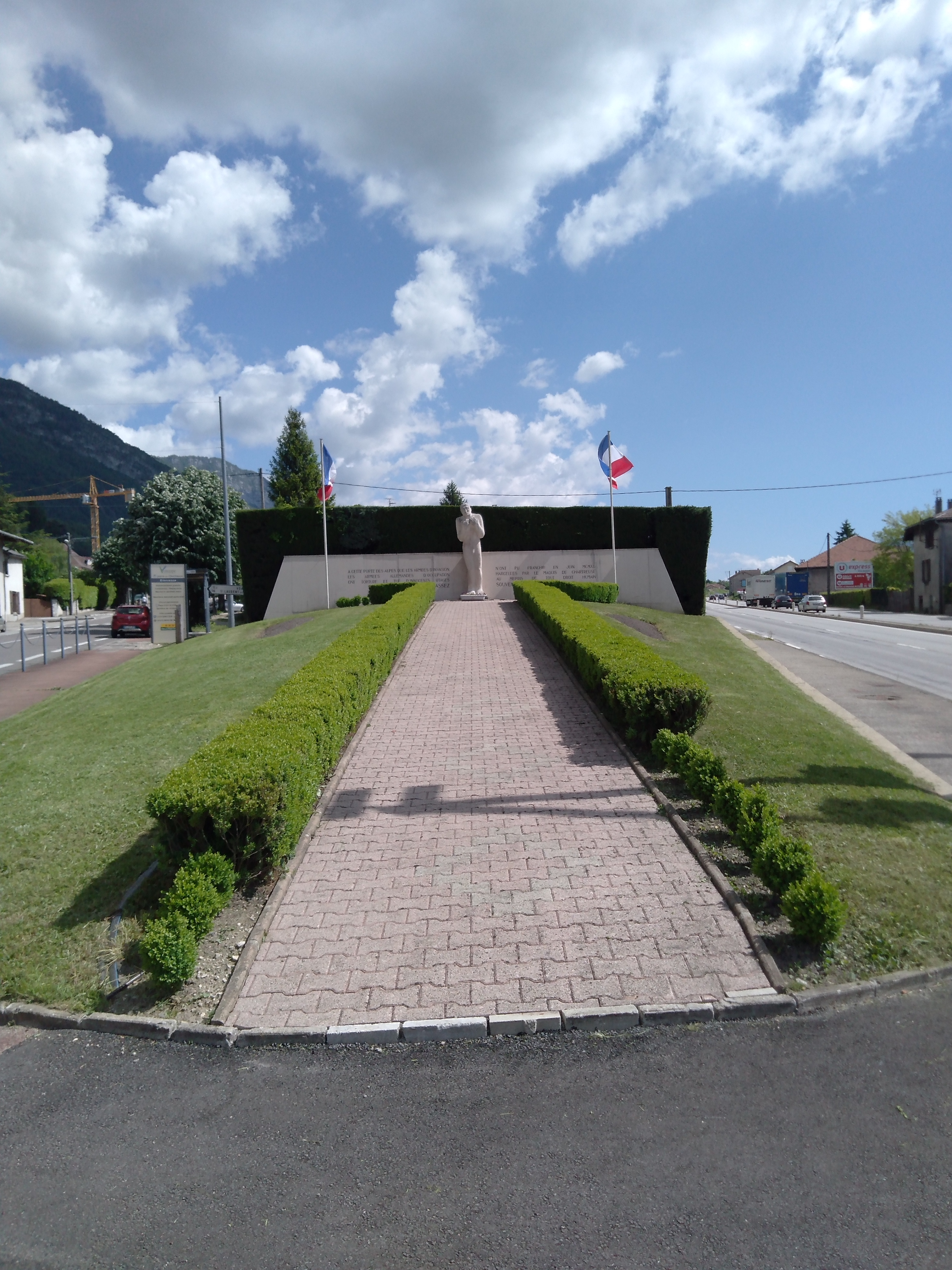
Monument dédié à l'Armée des Alpes à Voreppe en mai 2020

Le 22 juin 1940, l'armistice est signé entre le gouvernement Philippe Pétain et les Allemands, mettant fin aux hostilités. 
Trois divisions de la Wehrmacht se dirigent vers les Alpes afin de porter secours aux Italiens tenus en échec et ainsi faire leur jonction. L'artillerie de Cartier bloque cependant l'avancée des blindés allemands à Voreppe (Isère) à une douzaine de kilomètres de Grenoble les 23 et 24 juin, permettant ainsi à la ville d'échapper à une invasion allemande. Ni Grenoble, ni Chambéry – où les Allemands et les Italiens avaient prévu de faire leur jonction – ne sont atteints.
L'Armée des Alpes continue en effet le combat avant qu'un armistice ne soit également signé avec l'Italie de Mussolini dans la villa Incisa à l'Olgiata près de Rome, prenant effet le 25 à 0 heure 35.
La ville de Lyon est occupée du 19 juin au 7 juillet avant l'instauration à la suite des accords d'armistice d'une ligne de démarcation entre la zone libre sous l'autorité du régime de Vichy et la zone occupée par l'armée allemande. Lyon et la région du Rhône seront libérées en août-septembre 1944.